# إن إيه-1 (جترال)
إم إيه-1 (جترال) (بالأردوية: این اے-32، چترال)‏ هي دائرة انتخابية للمجلس الوطني في باكستان. وهي تضم مقاطعة جترال بأكملها. كانت تعرف سابقا باسم إم إيه-32 (المنطقة القبلية الرابعة) من 1977 إلى 2002. وفي عام 2002 تم تغيير اسمها إلى إم إيه-32 (جترال). وبعد ترسيم الحدود في عام 2018 تم تغيير اسم الدائرة الانتخابية إلى إم إيه-1 (جترال).

## وصلات خارجية
- نتيجة الانتخابات الموقع الرسمي